# Mokrsko Szosa
Mokrsko Szosa – nieczynna wąskotorowa stacja kolejowa w Mokrsku, w województwie łódzkim, w Polsce.